# Джеймі Сендлес-Вайт
Джеймі Сендлес-Вайт (англ. Jamie Sendles-White, нар. 10 квітня 1994, Кінґстон-на-Темзі, Англія) — північноірландський футболіст, що народився в Англії. Виступає за Молодіжну збірну Північної Ірландії з футболу і англійську футбольну команду «Квінз Парк Рейнджерс» на позиція захисника.

## Життєпис
З п'ятнадцяти років захищає кольори «Квінз Парк Рейнджерс». 20 вересня 2013, Сендлес-Вайт за умовами оренди приєднався до «ФК Колчестер Юнайтед» строком на один місяць, однак не зіграв жодного матчу. В жовтні 2014 року приєднався до «Мансфілд Таун». 11 жовтня 2014 дебютував в Другій футбольній лізі Англії в матчі проти Портсмуту (1-1).